# امشي كأنك مصري
امشي كأنك مصري (بالإنجليزية: Walk Like an Egyptian)‏ هي أغنية سجلتها الفرقة الأمريكية البانجلز. تم إصداره في عام 1986 كأغنية ثالثة من الألبوم «ضوء مختلف». كانت أول أغنية فردية للفرقة، وحصلت على شهادة ذهبية من RIAA ، وأصبحت الأغنية الأولى لـ  بيلبورد رقم واحد لعام 1987 .

## التسجيل
كان ليام ستيرنبيرغ، الذي كتب الأغنية، قد أنهى نسخة تجريبية بحلول يناير 1984 مع المغني مارتي جونز. عرضها على توني باسل، التي رفضتها. سجلت لين لوفيتش النسخة الأولى من الأغنية، لكنها لم تصدر عندما قررت أخذ استراحة من الموسيقى لتربية أسرتها. ديفيد كاهن من الند الجنوب للنشر كان منتج «ضوء مختلف»؛ حصل على نسخة من العرض التوضيحي ونال إعجابه، خاصة «جودة ارتجاع» جونز. 
أخذ كاهن الأغنية إلى الأساور، الذي وافق على تسجيلها. كان لديه كل عضو في المجموعة يغني كلمات لتحديد من سيغني كل بيت؛ فيكي بيترسون، ميخائيل ستيل، وسوزانا هوفس غنوا غناء رئيسي في النسخة النهائية في الآيات الأولى والثانية والثالثة على التوالي. لم يعجب كاهن بشكل خاص أداء ديبي بيترسون، لذلك هبطت إلى دعم الغناء. أثار ذلك غضبها وتسبب في توتر داخل المجموعة. تفاقم الموقف بسبب استخدام آلة طبول بدلاً من قرع الطبول، مما قلل من دورها في الأغنية. يمكن رؤيتها وهي تعزف الدف أثناء أدائهم عام 1986 على «اختبار الصافرة الرمادية القديمة». تم تنفيذ الصفير في الأغنية بواسطة الجهاز، وليس بواسطة أي شخص في الفرقة.

## أداء الرسم البياني
تم إصدار أغنية «امشي كأنك مصري» كأغنية ثالثة من فيلم «ضوء مختلف». ظهرت لأول مرة على بيلبورد "هوت 100" في سبتمبر 1986. وصلت الأغنية إلى ذروتها في المرتبة الثالثة على تصنيف المملكة المتحدة للأغاني المنفردة في نوفمبر 1986 ووصلت إلى المرتبة الأولى في الولايات المتحدة في 20 كانون الأول (ديسمبر)، بقي في قمة هوت 100 لمدة أربعة أسابيع، ونقلها إلى يناير 1987. أدى نجاح هذه الأغنية وأغنية «الاثنين الهوس» إلى دفع ألبوم «ضوء مختلف» إلى المرتبة الثانية في  بيلبورد  200 ، يجعله الألبوم الأكثر نجاحًا للمجموعة.

## إعادة الإصدار 1990
في عام 1990، أعيد إصدار أغنية «امشي كأنك مصري» في المملكة المتحدة للترويج لألبوم الأساور «اقوي الاغاني». ظهرت ريمكسات جديدة للأغنية المسماة أوزيماندياس ريمكس تم رسمها بالرقم 73 في المملكة المتحدة.

## قيود البث
كانت أغنية «امشي كأنك مصري» إحدى الأغاني التي زُعم أنها  محظورة من قبل كلير تشانل بعد  هجمات 11 سبتمبر / أيلول 2001.  سنوبس في البحث عن هذا وجد أن القائمة كانت مجرد اقتراحات بخصوص الأغاني التي يجب أن تكون حساسة عند تحديد ما يتم تشغيله.  تم تضمينها أيضًا في «قائمة السجلات التي يجب تجنبها» التي تم وضعها بواسطة ال بي بي سي خلال حرب الخليج.

## الجوائز
| عام  | الناشر                   | بلد              | احتضان                          | مرتبة |
| ---- | ------------------------ | ---------------- | ------------------------------- | ----- |
| 1986 | ضغط حار                  | أيرلندا          | "فردي العام" (20)               | 4     |
| 1986 | ذا فيليج فويس            | الولايات المتحدة | "فردي العام" (25)               | 16    |
| 2003 | جيانيس بيتريديس          | اليونان          | "2004 من أفضل أغاني القرن"      | *     |
| 2003 | باول مورلي               | المملكة المتحدة  | "أعظم أغنية بوب على الإطلاق"    | *     |
| 2003 | وقفة وتشغيل              | الولايات المتحدة | "قبو الشهرة" (الأغاني)          | *     |
| 2005 | بروس بولوك               | الولايات المتحدة | "أهم 7500 أغنية لعام 1944-2000" | *     |
| 2009 | جيل فيرلانت وتوماس كوسيه | فرنسا            | "3000 كلاسيكيات موسيقى الروك"   | *     |
| 2009 | راديو فيرونيكا           | هولندا           | "أفضل ما في الثمانينيات" (100)  | 99    |

(*) يشير إلى أن القائمة غير مرتبة.